# Sturinalto
Lo Sturinalto è una fontana storica che sorge nella centrale Piazza del Comune della città di Fabriano, nelle Marche.
Rappresenta uno degli esempi medievali più alti d'Europa.
Il suo nome Sturinalto significa che "spinge l'acqua in alto", probabilmente in riferimento allo zampillo sommitale.

## Storia e descrizione

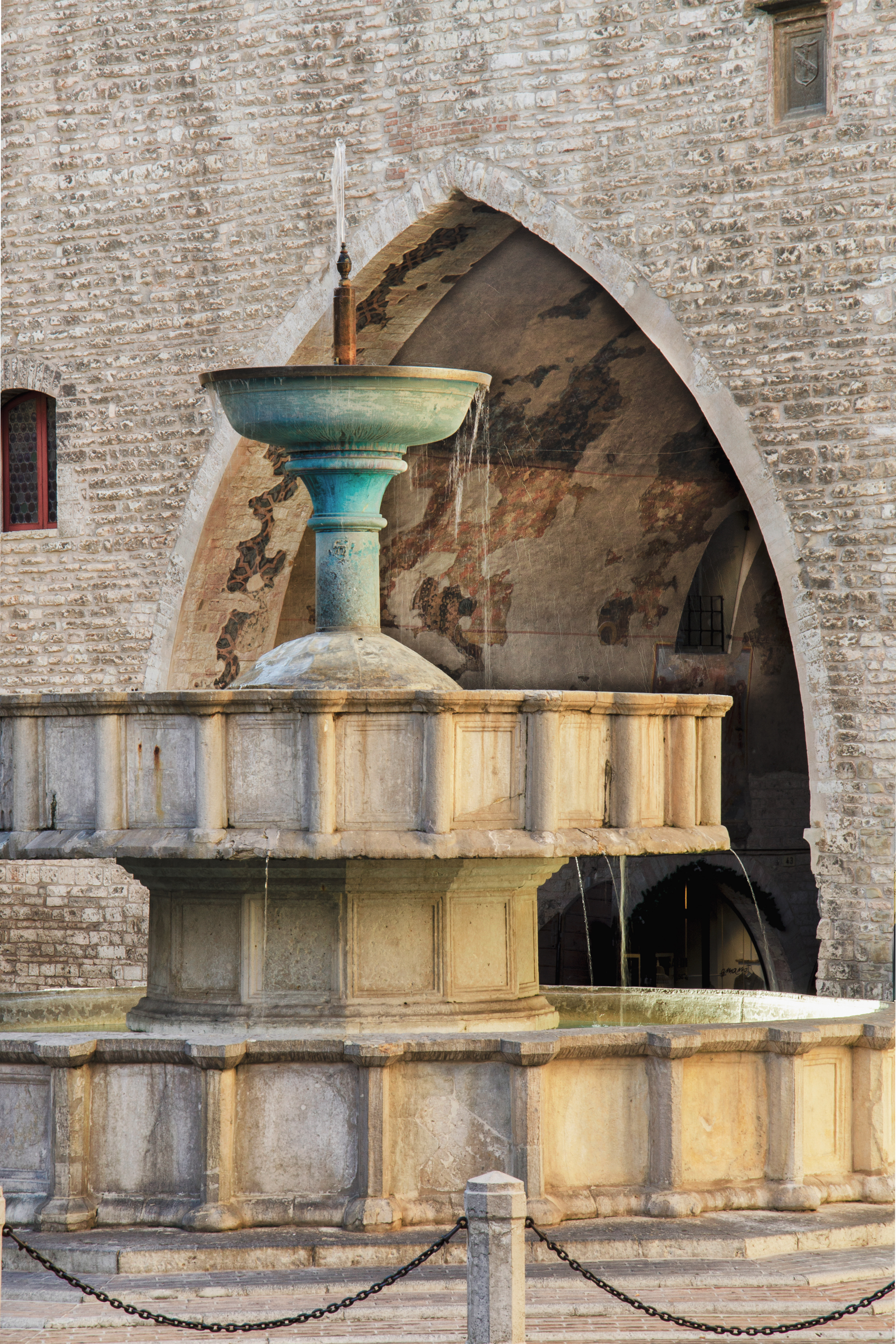
La fontana davanti al Palazzo del Podestà.

La Piazza del Comune, già Platea Magna, era il fulcro politico e sociale di Fabriano, giusto davanti al Palazzo del Podestà sede del potere civico.
Al centro della sua parte più larga, il Consiglio cittadino decise, nel XIII secolo, di erigervi una fontana monumentale che riflettesse la potenza della città.
La fontana venne commissionata a Jacopo di Grondalo nel 1285, che s'ispirò alla Fontana Maggiore di Perugia eretta già nel 1277-78 da Nicola e Giovanni Pisano. Dell'opera perugina lo Sturinalto mantiene l'aspetto e l'eleganza, ma in dimensioni più ridotte. Presenta una base saliente ottagonale su cui poggiano tre bacini circolari digradanti. I primi due in pietra bianca (di Vallemontagnana) divisi in riquadri da semi-colonne aggettanti; e l'ultimo, il più piccolo, a forma di coppa, in bronzo di Corinto.
Nel 1351 venne restaurata per volere di Alberghetto Chiavelli, allora Signore di Fabriano.